# Тина Обрез
Тина Обрез (словен. Tina Obrez; нар. 21 квітня 1986) — колишня словенська тенісистка.
Найвищу одиночну позицію світового рейтингу — 489 місце досягла 27 лютого 2006, парну — 447 місце — 15 травня 2006 року.
Здобула 2 одиночні та 6 парних титулів туру ITF.

## Фінали ITF (8–7)

### Одиночний розряд (2–0)
| Легенда          |
| ---------------- |
| Турніри $100,000 |
| Турніри $75,000  |
| Турніри $50,000  |
| Турніри $25,000  |
| Турніри $10,000  |

| Фінали за покриттям |
| ------------------- |
| Тверде (0–0)        |
| Ґрунт (2–0)         |
| Трава (0–0)         |
| Килим (0–0)         |

| Результат | Ранг | Дата           | Турнір                              | Покриття | Суперниця    | Рахунок            |
| --------- | ---- | -------------- | ----------------------------------- | -------- | ------------ | ------------------ |
| Перемога  | 1.   | 3 жовтня 2005  | Херцег-Новий, Сербія and Чорногорія | Ґрунт    | Наташа Зорич | 7–6(7–4), 2–6, 6–4 |
| Перемога  | 2.   | 17 жовтня 2005 | Дубровник, Хорватія                 | Ґрунт    | Ані Міячика  | 6–1, 7–5           |

### Парний розряд (6–7)
| Легенда          |
| ---------------- |
| Турніри $100,000 |
| Турніри $75,000  |
| Турніри $50,000  |
| Турніри $25,000  |
| Турніри $10,000  |

| Фінали за покриттям |
| ------------------- |
| Тверде (0–0)        |
| Ґрунт (6–7)         |
| Трава (0–0)         |
| Килим (0–0)         |

| Результат | Ранг | Дата             | Турнір                              | Покриття | Партнерка          | Суперниці                              | Рахунок                |
| --------- | ---- | ---------------- | ----------------------------------- | -------- | ------------------ | -------------------------------------- | ---------------------- |
| Поразка   | 1.   | 2 травня 2005    | Дубровник, Хорватія                 | Ґрунт    | Meta Sevšek        | Natalia Bogdanova Євгенія Родіна       | 6–4, 4–6, 4–6          |
| Поразка   | 2.   | 27 червня 2005   | Падуя, Італія                       | Ґрунт    | Aleksandra Lukič   | Джулія Меруцці Нансі Рустіньйолі       | 7–5, 1–6, 2–6          |
| Перемога  | 1.   | 18 липня 2005    | Анкона, Італія                      | Ґрунт    | Aleša Bagola       | Eleonora Iannozzi Стелла Менна         | 6–1, 6–0               |
| Поразка   | 3.   | 3 жовтня 2005    | Херцег-Новий, Сербія and Чорногорія | Ґрунт    | Миляна Аданко      | Vanja Čorović Наташа Зорич             | 7–5, 4–6, 2–6          |
| Перемога  | 2.   | 17 жовтня 2005   | Дубровник, Хорватія                 | Ґрунт    | Vanja Čorović      | Lenka Broošová Ленка Вєнерова          | 6–4, 6–2               |
| Перемога  | 3.   | 24 квітня 2006   | Цавтат, Хорватія                    | Ґрунт    | Аня Прислан        | Крістіна Горіатопулос Кароліне Мас     | w/o                    |
| Перемога  | 4.   | 1 травня 2006    | Дубровник, Хорватія                 | Ґрунт    | Полона Ребершак    | Каролина Йованович Антонія Ксенія Тоут | 6–3, 6–4               |
| Поразка   | 4.   | 6 листопада 2006 | Майорка, Іспанія                    | Ґрунт    | Аня Прислан        | Стефанія К'єппа María Belén Corbalán   | 4–6, 7–6(7–3), 0–6     |
| Поразка   | 5.   | 14 квітня 2008   | Бол, Хорватія                       | Ґрунт    | Аня Прислан        | Наомі Броді Амра Садікович             | 4–6, 3–6               |
| Поразка   | 6.   | 6 квітня 2009    | Шибеник (місто), Хорватія           | Ґрунт    | Мика Урбанчич      | Теодора Мирчич Наташа Зорич            | 0–6, 3–6               |
| Перемога  | 5.   | 29 червня 2009   | Прокуплє, Сербія                    | Ґрунт    | Каролина Йованович | Александра Філіповскі Віраг Немет      | 6–7(4–7), 6–1, [16–14] |
| Перемога  | 6.   | 17 серпня 2009   | Вінковці, Хорватія                  | Ґрунт    | Каролина Йованович | Raluca Elena Platon Крістіна Станку    | 6–1, 6–2               |
| Поразка   | 7.   | 24 серпня 2009   | Перчах, Австрія                     | Ґрунт    | Мартіна Качіотті   | Евеліна Майр Джулія Майр               | 2–6, 6–4, [6–10]       |